# Oncideres pectoralis
Oncideres pectoralis är en skalbaggsart som beskrevs av Thomson 1868. Oncideres pectoralis ingår i släktet Oncideres och familjen långhorningar. Inga underarter finns listade i Catalogue of Life.